# Evan Lysacek

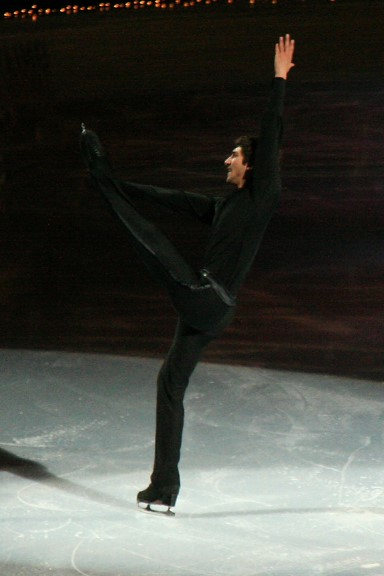
Evan Lysacek tijdens Skate Amerika 2006

Evan Lysacek (Naperville, Illinois, 4 juni 1985) is een Amerikaanse kunstschaatser.

## Biografie
Evan kreeg zijn eerste paar schaatsen van zijn oma en toen zijn moeder hem voor schaatslessen opgaf, dacht Evan niet aan springen en pirouettes, hij wilde ijshockey spelen. Hij dacht na deze lessen verder te kunnen gaan met ijshockey. Nadat een plaatselijke trainer zijn talent ontdekte, bleef Evan hangen bij het kunstschaatsen. Op achtjarige leeftijd begon hij met privélessen.
Al binnen een jaar werd hij Amerikaans jeugdkampioen, en in de vier jaar die daar op volgden, werd hij nog tweemaal Amerikaans jeugdkampioen. Ook won hij bij kampioenschappen voor junioren. Hij veroverde drie keer de zilveren medaille bij de Wereldkampioenschappen kunstschaatsen junioren.
In 2005 won hij achtereenvolgens brons op het Nationale kampioenschap in Portland, goud op het Vier Continenten Kampioenschap 2005 en ook brons op het WK van 2005. In 2006 won Evan de zilveren medaille op de Amerikaanse kampioenschappen in St. Louis en weer brons op het WK van 2006.
Zijn droom om olympisch kampioen te worden kon bij zijn eerste deelname in 2006 niet waar maken. Na de korte kür stond Evan met 67.55 punten op de tiende plaats. Hij miste een drievoudige Axel. De daaropvolgende dag, de dag voor zijn lange kür kreeg hij last van buikgriep en overwoog hij nog zich terug te trekken. Maar in plaats daarvan reed hij zijn beste lange kür tot dan toe. Met acht drievoudige sprongen behaalde hij een persoonlijk record met 152.58 punten en zijn optreden werd gewaardeerd met een derde plaats. Beide resultaten samen waren goed voor 220.13 punten en een vierde plaats in de eindrangschikking.
Bij zijn tweede deelname in 2010 kwam zijn droom dan wel uit. Na de korte kür stond hij op plaats twee met 0.55 punten achterstand op regerend olympisch kampioen Jevgeni Ploesjenko. Na de vrije kür waren de posities omgedraaid. Beide küren werden met een persoonlijk bestscore beloond.
In 2007 won hij zijn tweede titel op het 4CK. Op het 4CK van 2008 werd hij derde en op het 4CK van 2009 tweede.
Tot zijn olympische overwinning was zijn grootste succes het veroverden van de wereldtitel in 2009 in zijn woonplaats Los Angeles, hij was de negende Amerikaan die de wereldtitel bij de mannen veroverde.
Evan traint in El Segundo, Californië. Zijn huidige coaches zijn Frank Carroll en Tatiana Tarasova. De choreografie wordt verzorgd door Tatiana Tarasova, Shanetta Folle en Lori Nichol.

## Persoonlijke records
| records             | punten | datum      | toernooi |
| ------------------- | ------ | ---------- | -------- |
| Hoogste totaalscore | 257.67 | 18-02-2010 | OS 2010  |
| Hoogste korte kür   | 90.30  | 16-02-2010 | OS 2010  |
| Hoogste lange kür   | 167.37 | 18-02-2010 | OS 2010  |

## Belangrijke resultaten
| Resultaten                   | 1996 | 1997 | 1998 | 1999 | 2000 | 2001   | 2002 | 2003   | 2004   | 2005  | 2006   | 2007 | 2008  | 2009   | 2010 |
| ---------------------------- | ---- | ---- | ---- | ---- | ---- | ------ | ---- | ------ | ------ | ----- | ------ | ---- | ----- | ------ | ---- |
| Olympische Spelen            |      |      |      |      |      |        |      |        |        |       | 4e     |      |       |        | Goud |
| Wereldkampioenschap          |      |      |      |      |      |        |      |        |        | Brons | Brons  | 5e   |       | Goud   |      |
| Viercontinentenkampioenschap |      |      |      |      |      |        |      | 10e    | Brons  | Goud  |        | Goud | Brons | Zilver |      |
| Nationaal kampioenschap      |      |      |      |      |      | 12e    | 12e  | 7e     | 5e     | Brons | Zilver |      |       |        |      |
| WK junioren                  |      |      |      |      |      | Zilver |      | Zilver | Zilver |       |        |      |       |        |      |
| NK Junioren                  |      |      |      | Goud | Goud |        |      |        |        |       |        |      |       |        |      |
| Jeugd OS                     | Goud | Goud |      |      |      |        |      |        |        |       |        |      |       |        |      |

1908: Ulrich Salchow ·
1920: Gillis Grafström ·
1924: Gillis Grafström ·
1928: Gillis Grafström ·
1932: Karl Schäfer ·
1936: Karl Schäfer ·
1948: Richard Button ·
1952: Richard Button ·
1956: Hayes Alan Jenkins ·
1960: David Jenkins ·
1964: Manfred Schnelldorfer ·
1968: Wolfgang Schwarz ·
1972: Ondrej Nepela ·
1976: John Curry ·
1980: Robin Cousins ·
1984: Scott Hamilton ·
1988: Brian Boitano ·
1992: Viktor Petrenko ·
1994: Aleksej Oermanov ·
1998: Ilja Koelik ·
2002: Aleksej Jagoedin ·
2006: Jevgeni Pljoesjtsjenko ·
2010: Evan Lysacek ·
2014: Yuzuru Hanyu ·
2018: Yuzuru Hanyu ·
2022: Nathan Chen
- International Standard Name Identifier: 0000 0001 1101 3964
- Library of Congress Control Number: no2011011276
- Virtual International Authority File: 161208708
- WorldCat: E39PBJx4krMf7kftPKKkw9RdwC